# 박효동
박효동(朴孝東, 1958년 1월 12일 ~ )은 대한민국 제8·10대 강원도의원이고, 제3·4·5대 강원도 고성군의원이다.

## 학력
- 천진초등학교
- 속초중학교
- 동광농업고등학교
- 관동대학교 행정학 학사

## 경력
- 1998.07 ~ 2002.06: 제3대 강원도 고성군의회 의원
- 2002.07 ~ 2006.06: 제4대 강원도 고성군의회 의원
  - 2004.07 ~ 2006.06: 제4대 강원도 고성군의회 후반기 의장
- 2006.07 ~ 2010.03: 제5대 강원도 고성군의회 의원
- 2010.07 ~ 2014.01: 제8대 강원도의회 의원
  - 2010.07 ~ 2012.06: 제8대 강원도의회 전반기 의회운영위원회 위원
  - 2010.07 ~ 2012.06: 제8대 강원도의회 전반기 농림수산위원회 부위원장
- 2018.07 ~ 2022.06: 제10대 강원도의회 의원
  - 2018.07 ~ 2020.06: 제10대 강원도의회 전반기 농림수산위원회 위원장
  - 2020.07 ~ 2022.06: 제10대 강원도의회 후반기 부의장
  - 제10대 제3기 강원도의회 예산결산특별위원회 위원
  - 제10대 후반기 강원도의회 농림수산위원회 위원

## 역대 선거 결과
|  | 13.17% |

|  | 35.16% |

|  | 18.99% |

|  | 12.39% |

|  | 28.04% |

|  | 17.38% |

|  | 53.56% |

|  | 45.88% |